# Junge Mädchen mögen’s heiß, Hausfrauen noch heißer
Junge Mädchen mögen’s heiß, Hausfrauen noch heißer (auch bekannt als Mädchen komm, die Liebe juckt und Hot Dogs und Bananeneis) ist ein deutscher Erotikfilm aus dem Jahr 1973.

## Handlung
Als Rolf für seinen freiwilligen  Liebesdienst von der Lebedame Charlotte einen finanziellen Ausgleich erhält, machen er, sein Kumpel Götz und andere Gymnasiasten sowie die Vermieterin Herlitschka daraus ein Geschäft, da Charlottes Gefährtinnen ähnliche Wünsche haben. Doch die Freundinnen der geschäftstüchtigen Schüler kommen ihnen auf die Spur und bereiten ihrem Treiben ein jähes Ende.

## Kritik
Das Lexikon des internationalen Films sah ein „Gängiges Sexfilm-Klischee: Die Frauen sind unersättlich, die Jungen unermüdlich, der Professor ist impotent, seine Gattin frustriert, die Vermieterin geil, die Jugend jedoch fröhlich und unbeschwert“.